# LWL-Museum Textilwerk

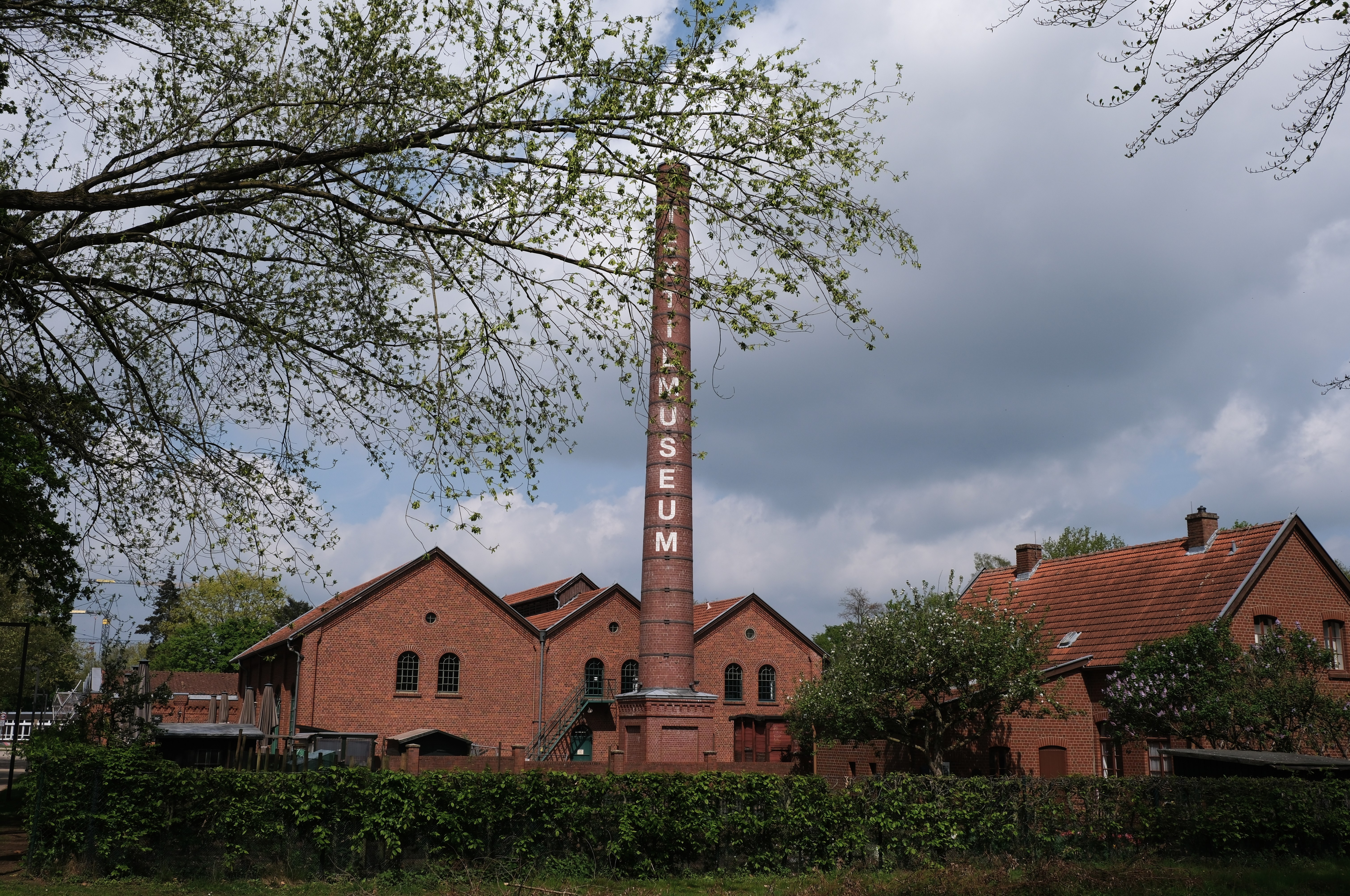
Weberei, von Süden aus gesehen

Das Textilwerk LWL Bocholt ist ein Industrie- bzw. Textilmuseum in der Stadt Bocholt in Nordrhein-Westfalen. Es gehört zu den acht LWL-Museen für Industriekultur des Landschaftsverbands Westfalen-Lippe, einer Vertretung von Kommunen in Westfalen und Lippe. Das Museum besteht aus zwei Standorten rechts und links des Flusses Bocholter Aa. Themen sind die technischen, sozialen und kulturellen Aspekte der Textilherstellung in der Region vor allem im 19. und 20. Jahrhundert.
Im Jahr 2011 nahm der Rat der Stadt einen Grundsatzbeschluss an, um ein „urbanes Kulturquartier beidseits der Bocholter Aa zwischen Innenstadt und Aasee, Industriestraße und Don-Bosco-Straße“ zu verwirklichen. Im selben Jahr entstand der Name Textilwerk für die seitdem zwei Standorte des Museums. Seit Ende 2018 verbindet eine 13 Meter breite Brücke über die Aa beide Standorte, die „Podiumsbrücke“. Die Aa soll weiter renaturalisiert werden. Einige Teile des Gebietes sind für den Wohnungsbau vorgesehen.

## Weberei

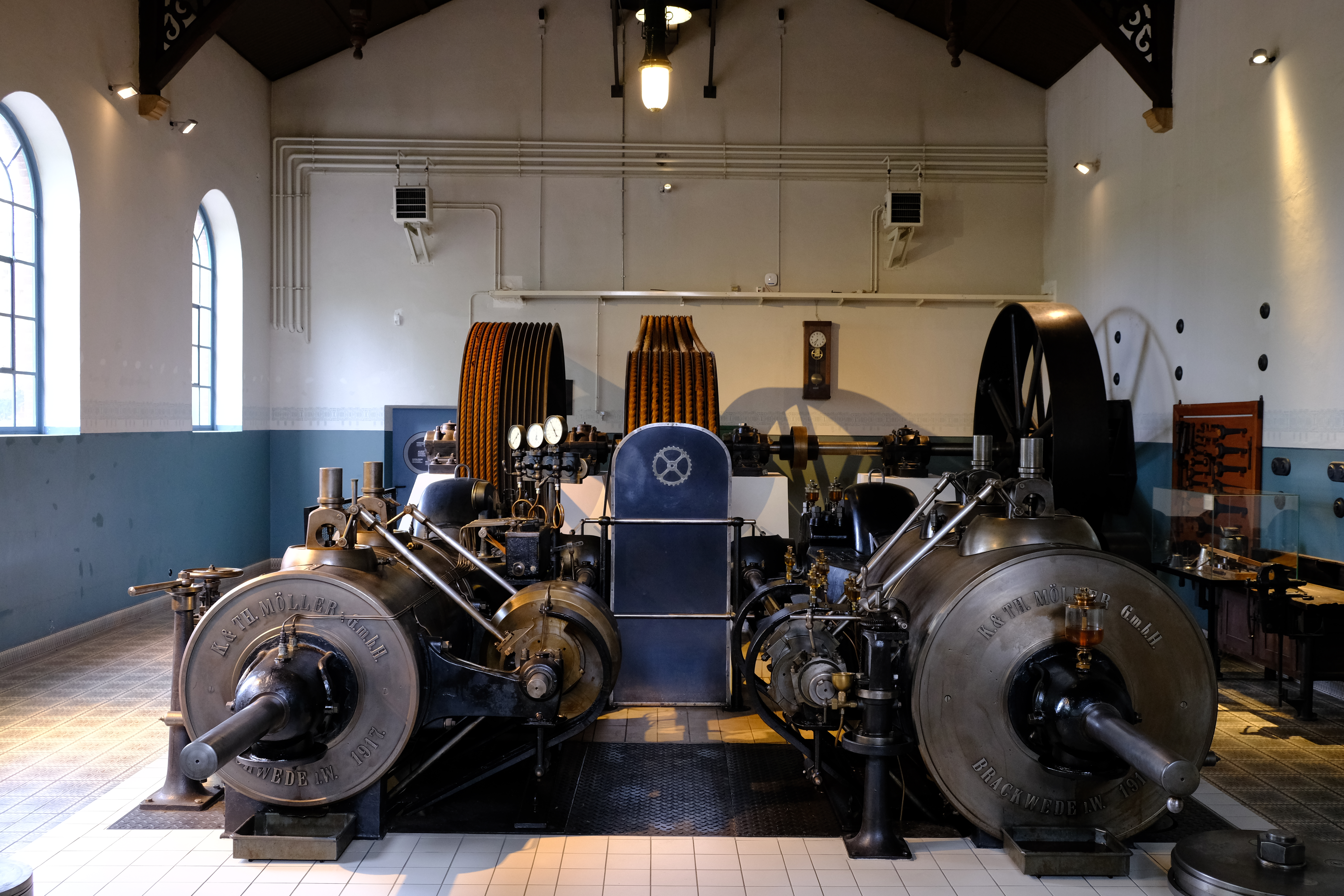
Dampfmaschine in der Weberei, die zu Demonstrationszwecken elektrisch betrieben werden kann

Im Jahr beschloss der LWL die Gründung eines Textilmuseums in Bocholt. Weil es keine geeignete bestehende Anlage gab, wurde ein neues Gebäude errichtet. Das Museum wurde 1989 eröffnet. Es liegt in unmittelbarer Nähe des Aa-Sees, eines Naherholungsgebietes im Südosten der Stadt.
Im Hauptgebäude hat man verschiedene Maschinen aufgebaut, um einen typischen Betrieb aus der Zeit zwischen 1900 und 1960 darzustellen. Darunter auch eine Dampfmaschine, heute bei Demonstrationen elektrisch betrieben, treibt Transmissionsriemen an. In der eigentlichen Weberei mit Sheddächern stehen über 30 Webstühlen verschiedener Bauarten aus 100 Jahren. Einige davon werden bei einer Demonstration dank der Transmissionsriemen betrieben, wodurch die Funktionsweise, aber auch der dazu gehörige Lärm deutlich wird. Einige der Haushaltstücher, die im Shop angeboten werden, sind in der Weberei hergestellt worden. Teil des Hauptgebäudes sind auch ein typischer Pausenraum sowie ein Büro. 2018 wurde die Dauerausstellung in der Weberei neu überarbeitet.
Zum Gelände dieses Geländes gehören weitere Gebäude. Direkt am Hauptgebäude der Weberei befindet sich das „Schiffchen“, ein Restaurant. Anschließend kommt man zu einem Pförtnerhaus sowie Arbeiterhäusern und Schuppen. Eines der Häuser kann von innen besichtigt werden; dazu gehören Arbeitergärten (Selbstversorgungsgärten mit Kleintierhaltung).Auch zu sehen ist eine Remise und ein Eisenbahngleis mit einer Lok und Drehscheibe. Künftig soll es ein weiteres Gebäude für die Museumspädagogik geben.

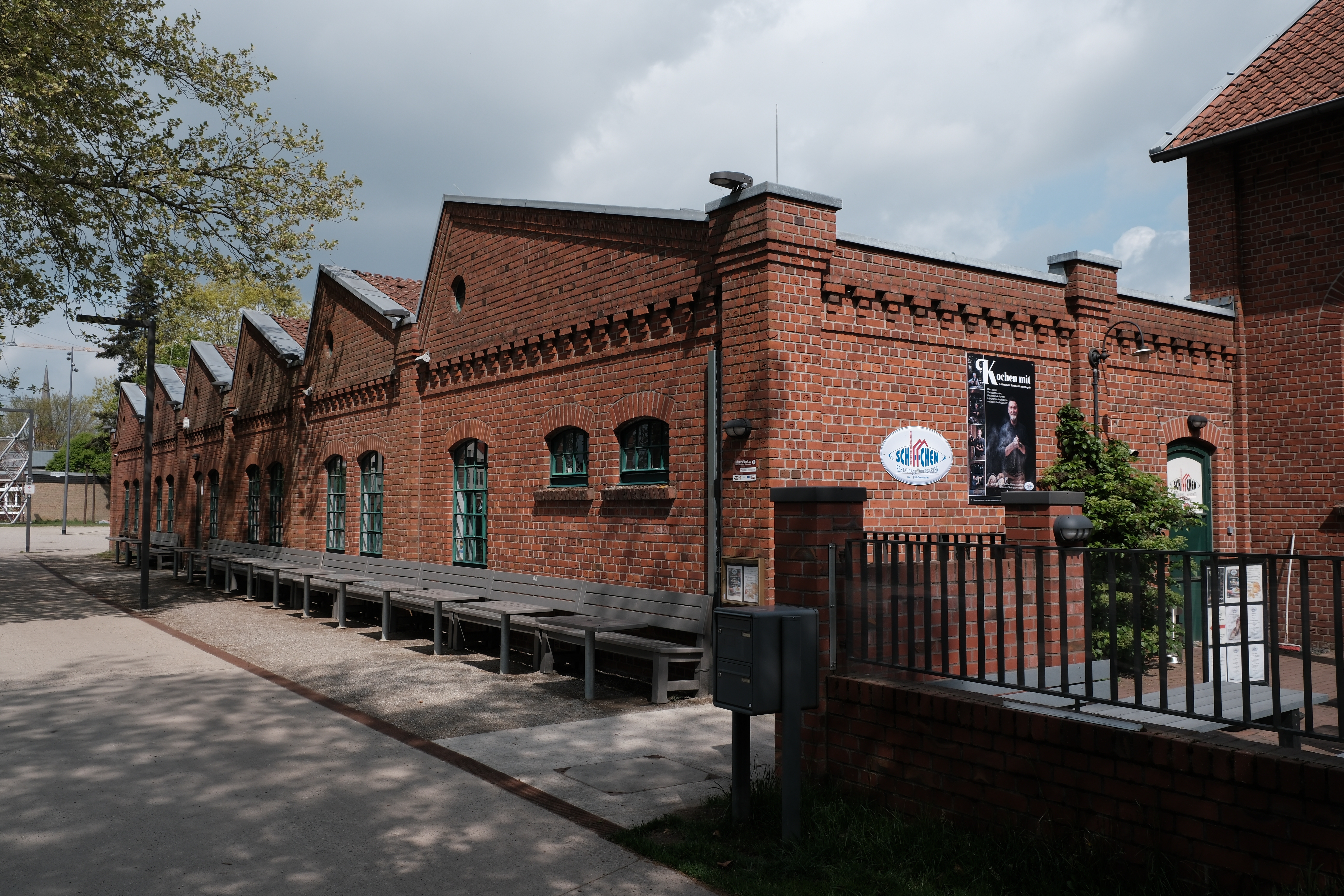
Westseite mit Restaurant
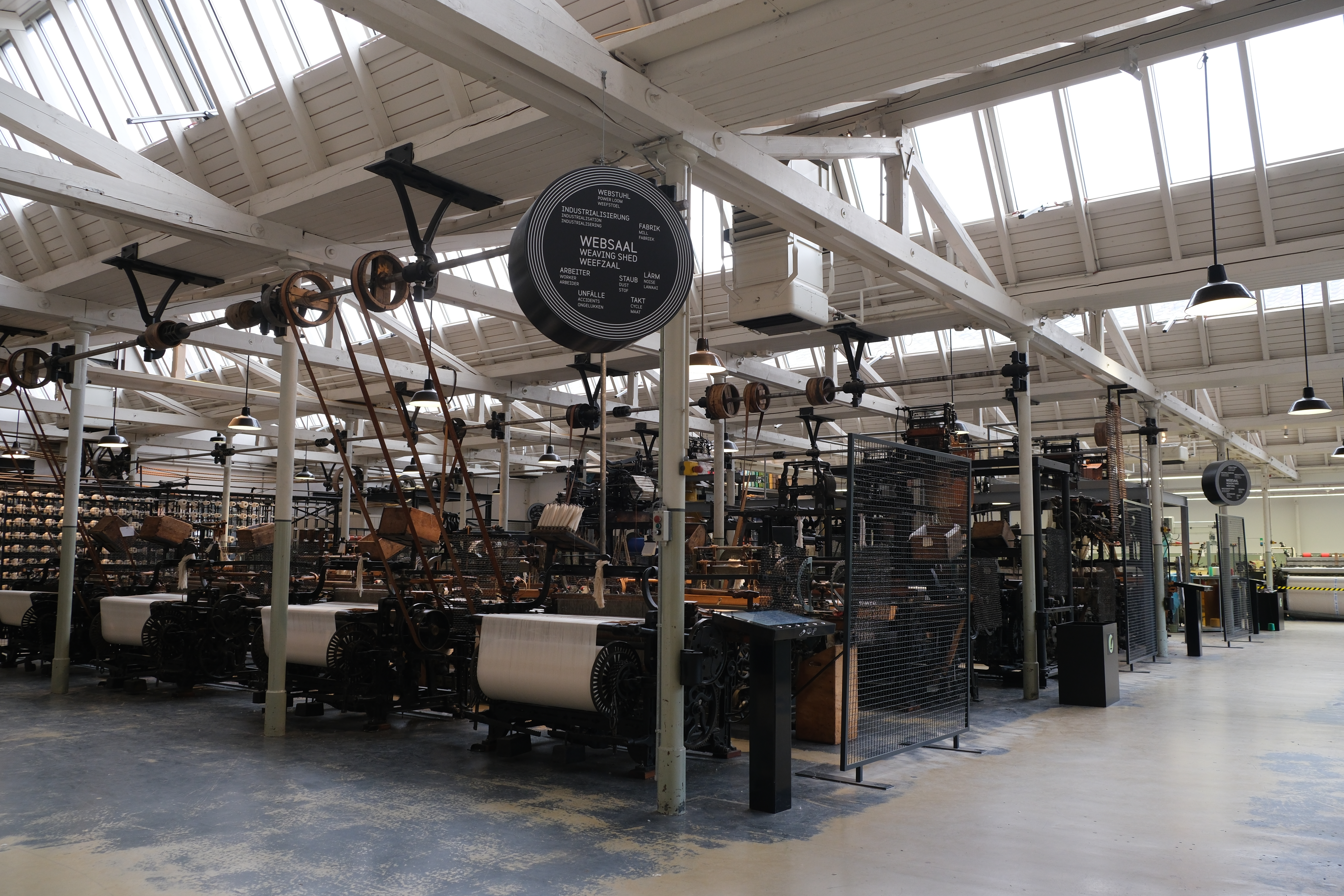
Webstühle
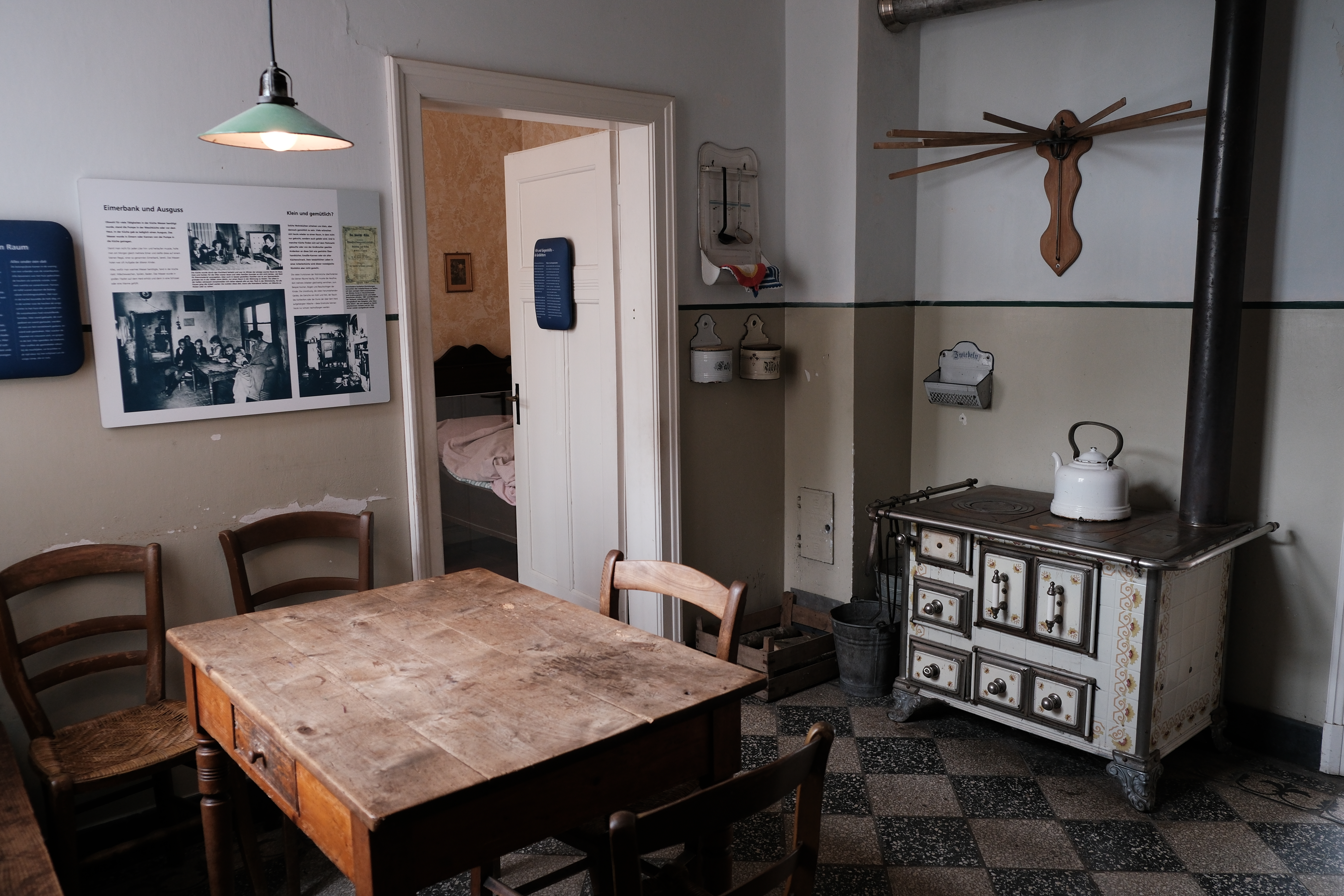
Küche in Arbeiterwohnung
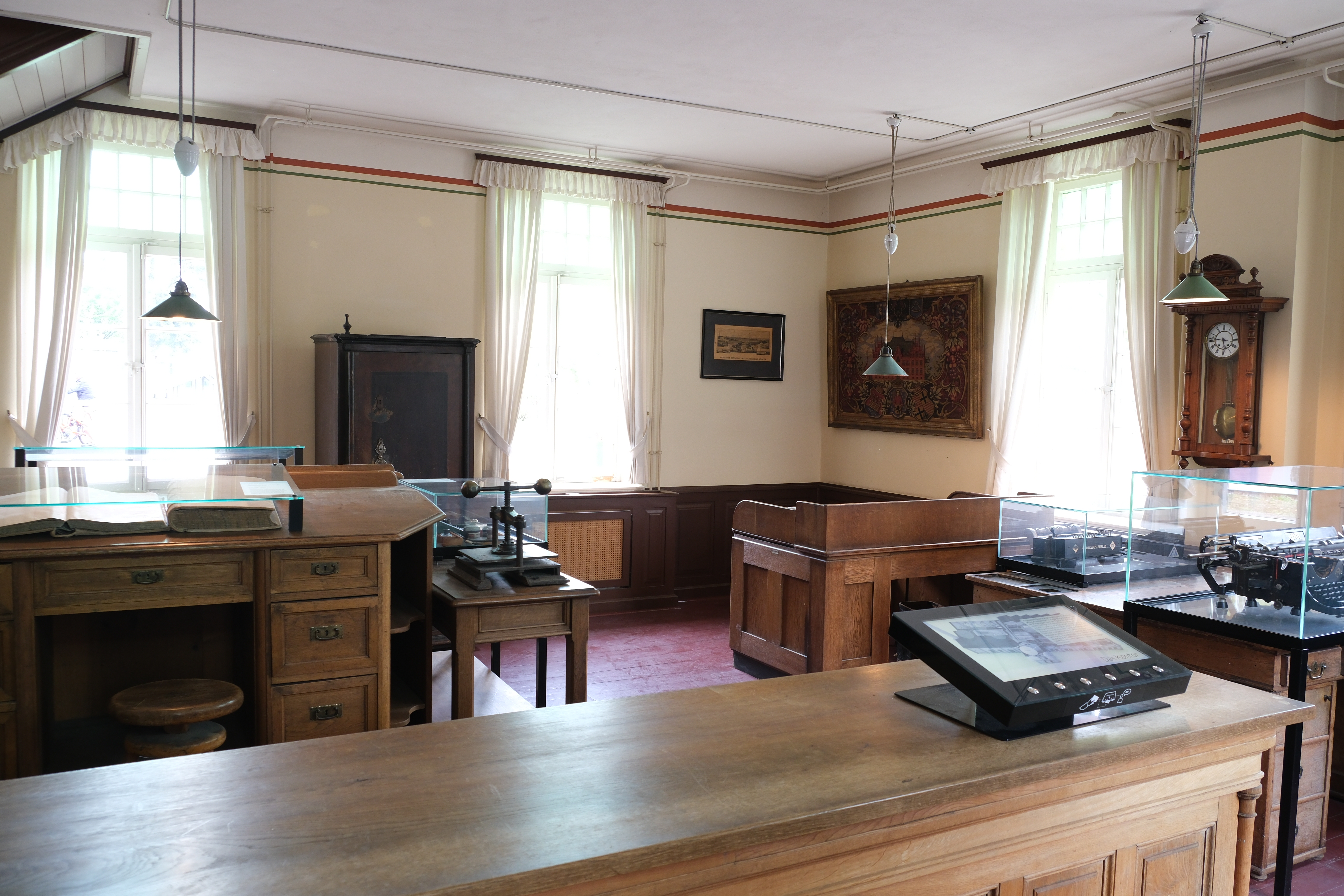
Alte Büroausstattung

## Spinnerei

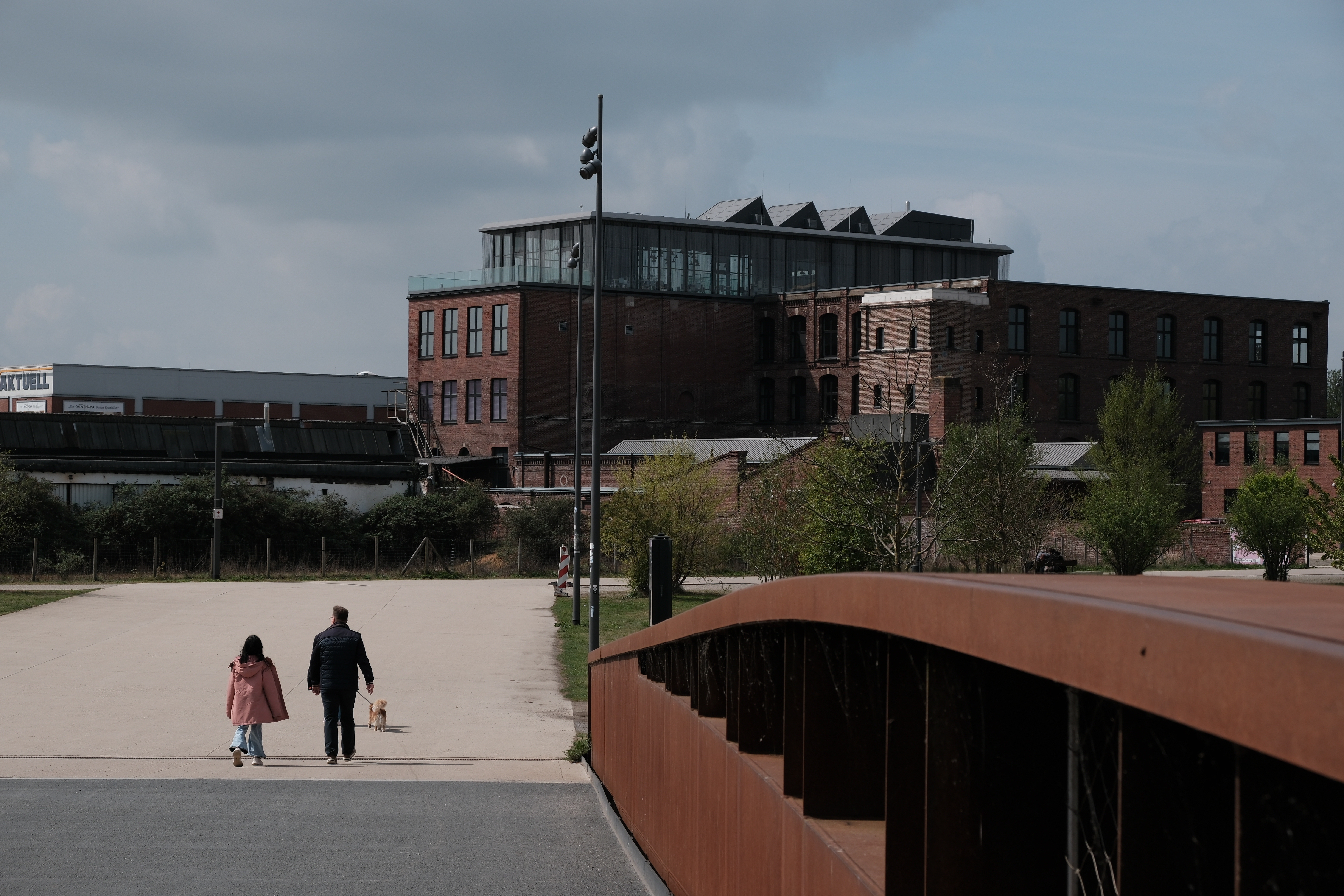
Rückwärtige Seite der Spinnerei, von der Podiumsbrücke aus gesehen

Im Jahr 2004 kaufte der Landschaftsverband Westfalen-Lippe den viergeschossigen Backsteinbau der Spinnerei Herding als zweiten Teil seines Textilmuseums hinzu. 2009 begann der Umbau mit Mitteln aus dem Konjunkturpaket II. Seit der Eröffnung der Spinnerei im September 2011 firmiert das Textilmuseum mit seinen beiden Standorten als „TextilWerk Bocholt“. Im Oktober 2016 eröffnete der neue Ausstellungsbereich „Die Macher und die Spinnerei“. Auf zwei Ebenen präsentiert das LWL-Industriemuseum Geschichte und Wirken der Textilunternehmer in Westfalen.
Das Spektrum der Exponate reicht vom Füllhalter über Möbel und Gemälde bis zu Mode aus verschiedenen Jahrzehnten und funktionstüchtigen Maschinen. Im Erdgeschoss der Spinnerei befindet sich ein „Parcours de la Mode“: In einer 23 Meter langen Vitrine, die als Laufsteg aufgebaut ist, nehmen historische Kleidungsstücke und Schuhe sowie textile Musterbücher die Besucher mit auf eine farbenfrohe Reise durch mehr als 100 Jahre Modetrends.

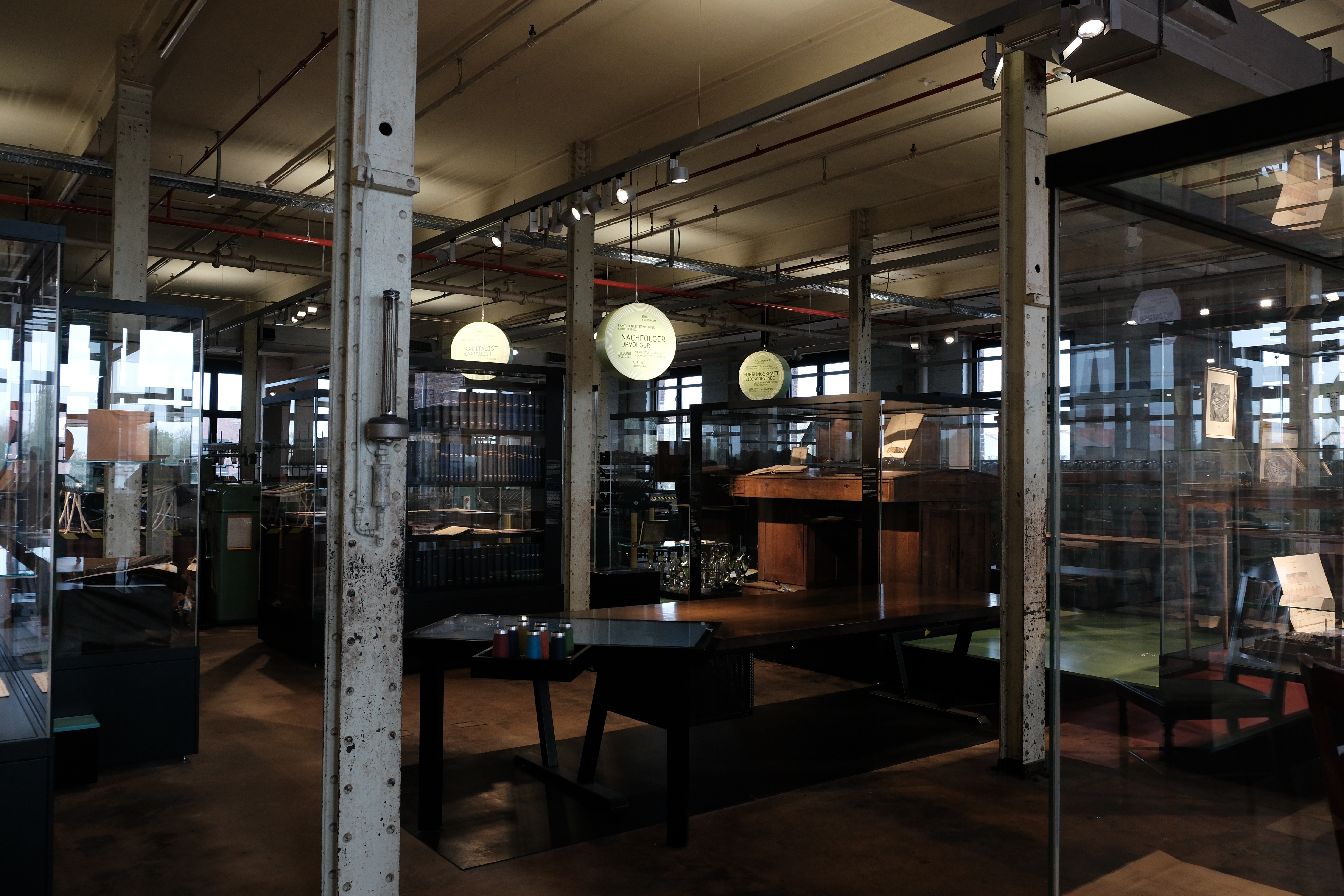
Dauerausstellung in der Spinnerei
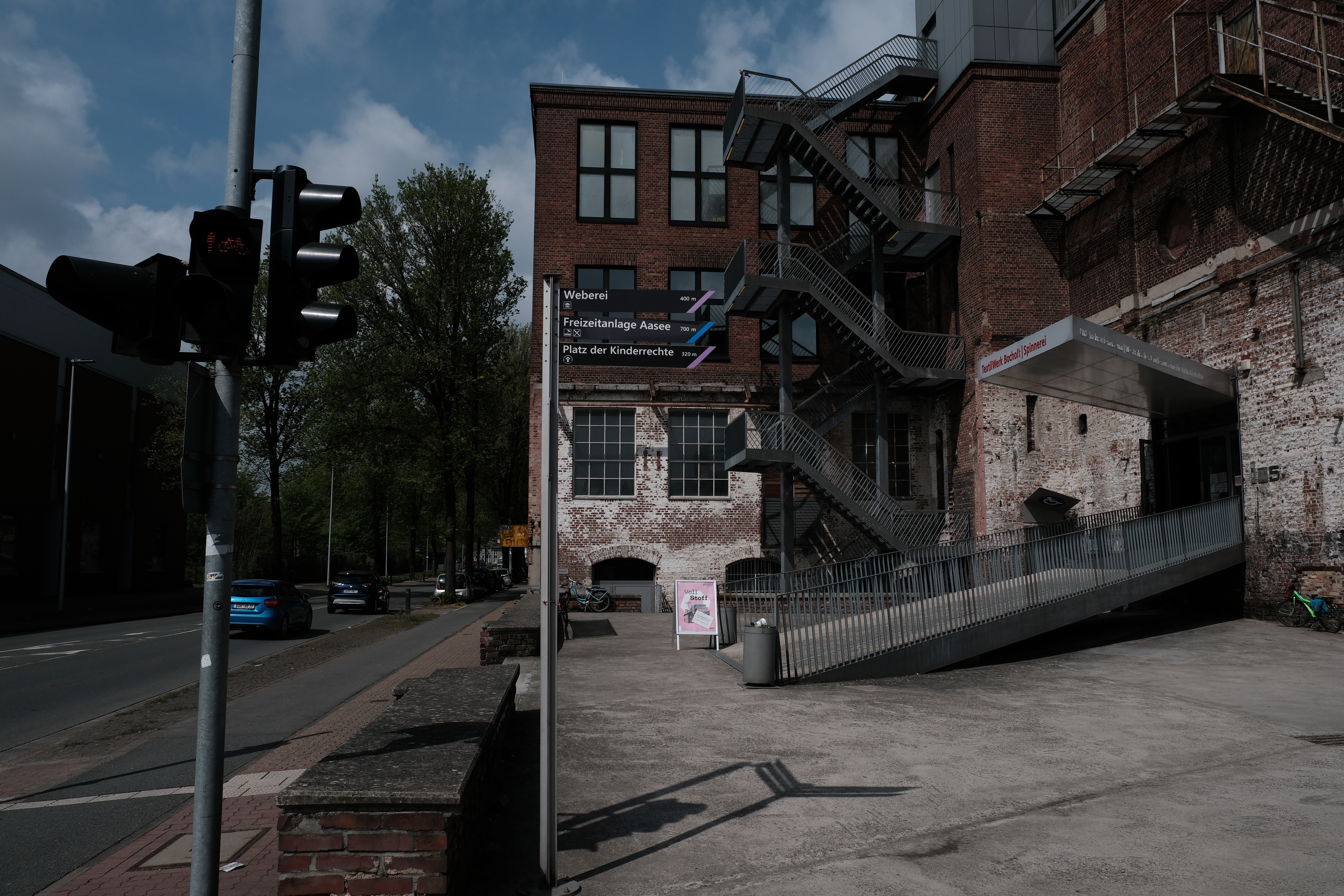
Eingangsbereich an der Industriestraße
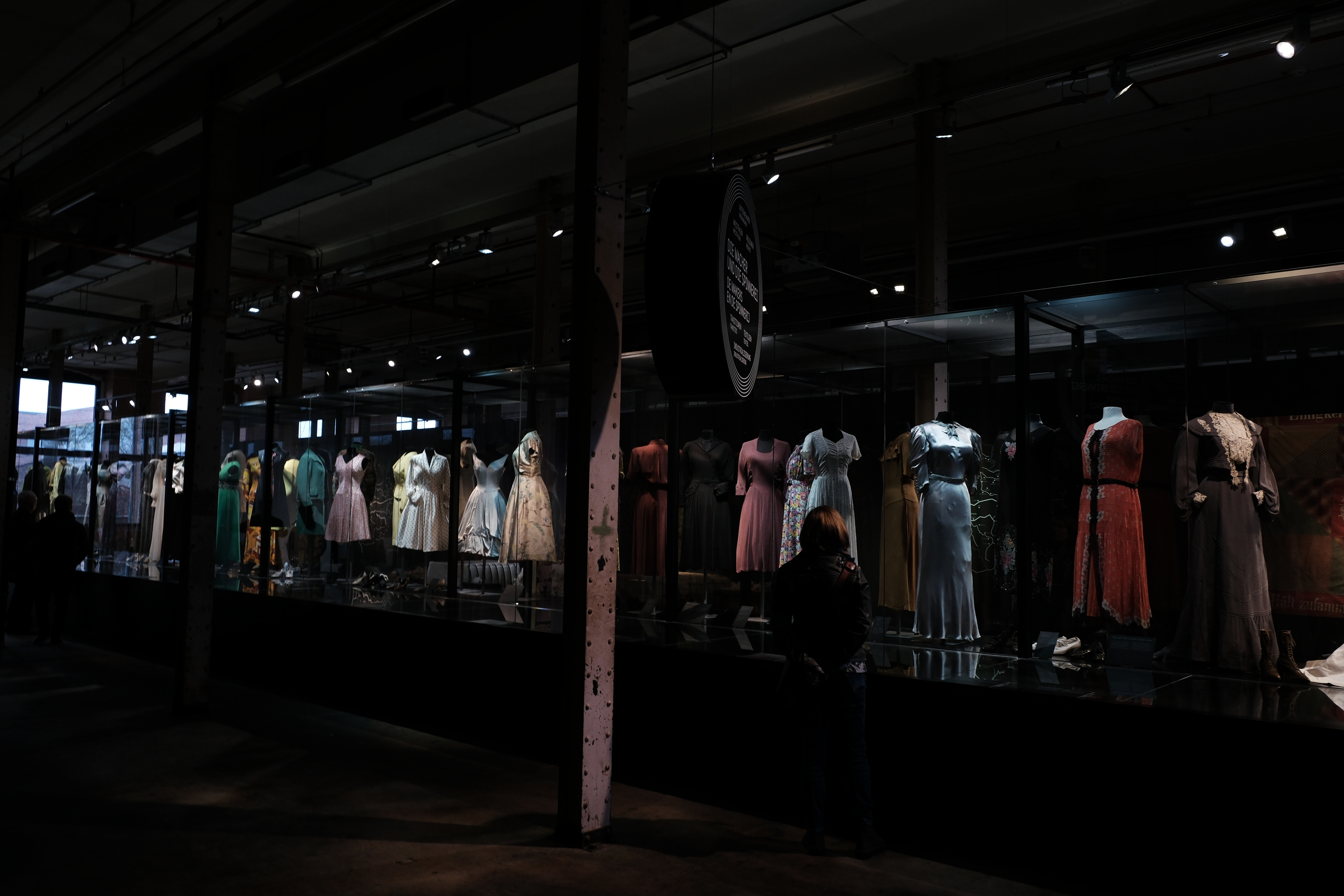
Mode im Laufe der Zeit
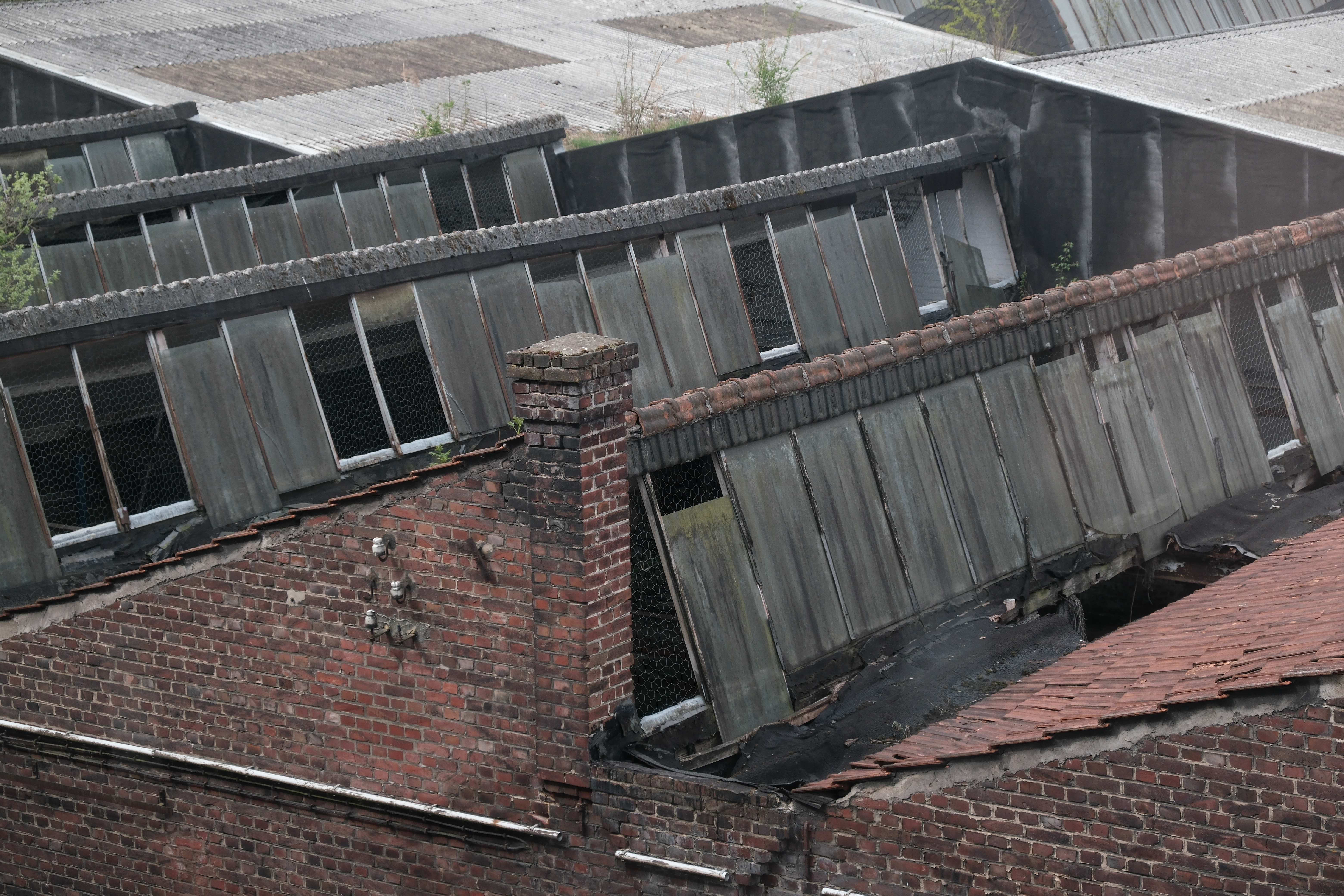
Verfallene Industriegebäude neben der Spinnerei